# Édouard Dapples
Édouard Dapples (* 12. Dezember 1807 in Lausanne; † 30. April 1887 in Nizza, heimatberechtigt in Bremblens) war ein liberaler Schweizer Politiker.

## Biografie
Dapples studierte von 1825 bis 1831 Theologie und Philosophie an der Akadémie de Lausanne. Er schloss jedoch diese Lehrgänge nicht ab. Anschliessend studierte er aus gesundheitlichen Gründen Forstwirtschaft in Bayreuth. In den Jahren 1833–1840 war er Kreisoberförster von Côte und von 1840 bis 1842 von Lausanne, wo er anschliessend von 1848 bis 1851 Forstinspektor war. Ab 1851 war er als Rentier beschäftigt.
Das erste politische Amt hatte Dapples, als er von 1834 bis 1842 im Gemeinderat von Lausanne tätig war. Im Jahr 1843 wurde er zum Stadtpräsidenten und 1844 in den Grossrat des Kantons Waadt gewählt. Das Amt des Stadtpräsidenten übte er bis ins Jahr 1848 und das des Grossrats bis 1845 aus. Zwei Jahre später, also im Jahr 1847, nahm er seine Tätigkeit als Grossrat wieder auf. Bei den Parlamentswahlen 1851 wurde Dapples in den Nationalrat gewählt. Dieses Amt übte er, mit einem Unterbruch in den Jahren 1854–1857, bis 1866 aus. 1861 präsidierte er gar die Vereinigte Bundesversammlung. Im Jahr 1866 beendete er das Mandat im Nationalrat und war dann noch für zwei Jahre weiterhin Grossrat, dessen Amt er seit 1847 nie aufgegeben hatte.
Dapples war mit dem Schweizer Ingenieur William Fraisse befreundet und nahm eine wichtige Rolle bei der Schaffung des Westschweizer Eisenbahnnetzes ein. In den Jahren 1865–1866 war er als Verwaltungsrat bei der Chemin de fer Lausanne–Fribourg–Berne und im Jahr 1871 bei der Compagnie de l’Ouest Suisse tätig.
Um die Absichten der Schweiz im Savoyerhandel zu vertreten, schickte ihn der Bundesrat 1860 als ausserordentlichen Botschafter nach Berlin und St. Petersburg.
In Lausanne galt Apples als sehr beliebt und trug wesentlich zur Entwicklung der Stadt bei. So setzte er sich in seiner aktiven Politikerzeit für den Ausbau des Strassennetzes, der Gasbeleuchtung und der Gasfabriken ein. Auch als Mäzen trug er zum Ausbau der Stadt bei, indem er das Kinderhospiz und den Quai in Ouchy unterstützte. Er besass unter anderem das Grand-Montriond, das Schloss Crissier, welches er aus dem Curchod-Erbe loskaufte und weitere Gebäude in Lausanne und in Nizza.
Um seine Verdienste um Lausanne zu würdigen, widmete ihm die Stadt die Avenue Édouard-Dapples südlich des Bahnhofs im Stadtviertel Sous-Gare/Ouchy.